# الذباب (فلم)
الذباب ، فيلم سعودي أنتج عام 1950 ، من بطولة الفنان السعودي حسن الغانم ، ومن إنتاج شركة أرامكو وشركة جراهام أسوسيتس الأمريكية ، التي انتجت للأولى 40 فيلمًا توعويًا خلال 14 عام . ويعد أول فيلم سينمائي يُصور في المملكة بطاقم محترف من هوليوود وممثل سعودي ، وترجم الفيلم إلى 8 لغات .

## عن الفيلم
أنتجت شركة أرامكو الفيلم في إطار محاربتها ، الذباب ، والذي مثل خلال تلك الحقبة "العدو الأول" للصحة في شرق البلاد ، ورغم فعالية الجهود الطبية للحد من انتشار الملاريا ورش المبيدات ، إلا أن الشركة رأت ضرورة توعية السكان حول خطر الذباب وما يمثله من تحد للصحة العامة ونقله للأمراض وانتشارها ، ومن بينها مرض التراخوما .
واتفق الطبيب ريتشارد داقي من قسم الطب الوقائي ، والذي أصبح لاحقا رئيس الإدارة الطبية في أرامكو ، مع شركة جراهام أسوسيتس على إنتاج الفيلم .  واستغرق انتاج الفيلم ، الذي لم تتجاوز مدته 35 دقيقة ، عامين تنقل فيها الطاقم الفني في المنطقة الشرقية والرياض لتصوير مشاهده .

## العرض الأول للفيلم
في عام 1952 ، عرض الفيلم للمرة الأولى في أطراف مدينة الدمام ، وشاهده أكثر من 300 مزارع ، بعدها بأسبوع ، عرض في ثلاثة عروض بملعب كرة القدم في الدمام ، وقفز عدد المشاهدين من 1500 في الليلة الأولى ليصل إلى 2500 في الليلتين التاليتين ، كما عرض الفيلم أيضاً في الخبر والأحساء .
وعن ظروف العرض ، يقول حسن الغانم ، بطل العمل ، إنه في ظل عدم توفر خدمات مثل الكهرباء والمياه في ذلك الوقت ، اعتمدت أرامكو في الإعلان عن الفيلم عبر مكبر الصوت لتعلن عن موعد ومكان العرض .

## اختيار البطل
ساعد اتقانه للغة الإنجليزية ، اختيار الفنان حسن الغانم لدور البطولة في الفيلم ، بعد دخوله في اختبار أداء ليقع عليه الاختيار في المشاركة في الفيلم ، رغم عدم امتلاكه أي خبرة أو تجارب سابقة في التمثيل أو قطاع صناعة الأفلام . ويحكي ابنه أن والده ، الذي درس في حلب وبيروت ضمن أوائل المبتعثين السعوديين من أرامكو ، اضطر لإعادة التصوير مراراً بسبب تعليقات ونكات المتفرجين من خلف الكواليس .